# تاور هيل (محطة مترو أنفاق لندن)
تاور هيل (بالإنجليزية: Tower Hill)‏ هي إحدى محطات مترو أنفاق لندن. تقع على خط ديستريكت وسيركيل أفتتحت في المنطقة (Zone) رقم 1 أفتتحت في 25 سبتمبر 1882، تغيير الموقع 12 أكتوبر 1884 تغيير الموقع إلى الموقع الأصلي 5 فبراير 1967.